# Bauhaus-Galan 2020
Die Bauhaus-Galan 2020 war ein Leichtathletik-Meeting, welches am 23. August 2020 im Olympiastadion in Stockholm stattfand und Teil der Diamond League war.

## Ergebnisse

### Männer

#### 200 m
| Platz | Athlet          | Land | Zeit (s) |
| ----- | --------------- | ---- | -------- |
| 1     | Adam Gemili     | GBR  | 20,61    |
| 2     | Felix Svensson  | SWE  | 20,75    |
| 3     | Silvan Wicki    | SUI  | 20,75    |
| 4     | Mario Burke     | BAR  | 20,80    |
| 5     | Jan Veleba      | CZE  | 20,83    |
| 6     | Richard Kilty   | GBR  | 20,87    |
| 7     | Elijah Hall     | USA  | 20,90    |
|       | Bruno Hortelano | ESP  | DNF      |

Wind: +3,0 m/s

#### 400 m
| Platz | Athlet                 | Land | Zeit (s)  |
| ----- | ---------------------- | ---- | --------- |
| 1     | Karsten Warholm        | NOR  | 45,05 SB  |
| 2     | Luka Janežič           | SLO  | 45,85 =SB |
| 3     | Jochem Dobber          | NED  | 46,23     |
| 4     | Rabah Yousif           | GBR  | 46,63     |
| 5     | Marvin Schlegel        | GER  | 46,99     |
| 6     | Davide Re              | ITA  | 47,00     |
| 7     | Nick Ekelund-Arenander | SWE  | 47,42     |
| 8     | Emil Johansson         | SWE  | 47,84     |

#### 800 m
| Platz | Athlet                    | Land | Zeit (min) |
| ----- | ------------------------- | ---- | ---------- |
| 1     | Donavan Brazier           | USA  | 1:43,76    |
| 2     | Marco Arop                | CAN  | 1:44,67    |
| 3     | Andreas Kramer            | SWE  | 1:45,04 SB |
| 4     | Ferguson Cheruiyot Rotich | KEN  | 1:45,11 SB |
| 5     | Wesley Vázquez            | PUR  | 1:45,88 SB |
| 6     | Max Burgin                | GBR  | 1:46,02    |
| 7     | Peter Bol                 | AUS  | 1:46,26    |
| 8     | Amel Tuka                 | BIH  | 1:47,55    |
| 9     | Erik Martinsson           | SWE  | 1:50,06    |
|       | Žan Rudolf (Pacemaker)    | SLO  | DNF        |

#### 1500 m
| Platz | Athlet                     | Land | Zeit (min) |
| ----- | -------------------------- | ---- | ---------- |
| 1     | Timothy Cheruiyot          | KEN  | 3:30,25    |
| 2     | Jakob Ingebrigtsen         | NOR  | 3:30,74    |
| 3     | Stewart McSweyn            | AUS  | 3:31,48 PB |
| 4     | Jesús Gómez                | ESP  | 3:33,46    |
| 5     | Matthew Ramsden            | AUS  | 3:35,99 SB |
| 6     | Craig Engels               | USA  | 3:37,55    |
| 7     | Kalle Berglund             | SWE  | 3:38,19    |
| 8     | Neil Gourley               | GBR  | 3:38,30 SB |
| 9     | Johan Rogestedt            | SWE  | 3:38,97 SB |
| 10    | Emil Danielsson            | SWE  | 3:40,08 PB |
| 11    | Charlie Da’Vall Grice      | GBR  | 3:41,75    |
| 12    | Simon Sundström            | SWE  | 3:47,76    |
|       | Filip Ingebrigtsen         | NOR  | DNF        |
|       | Mounir Akbache (Pacemaker) | FRA  | DNF        |
|       | Timothy Sein (Pacemaker)   | KEN  | DNF        |

#### 400 m Hürden
| Platz | Athlet           | Land | Zeit (s)        |
| ----- | ---------------- | ---- | --------------- |
| 1     | Karsten Warholm  | NOR  | 46,87 AR WL DLR |
| 2     | Wilfried Happio  | FRA  | 49,14           |
| 3     | Ludvy Vaillant   | FRA  | 49,18 SB        |
| 4     | Rasmus Mägi      | EST  | 49,40           |
| 5     | David Kendziera  | USA  | 49,47 SB        |
| 6     | Constantin Preis | GER  | 50,13           |
| 7     | Carl Bengtström  | SWE  | 50,21 SB        |
| 8     | Ramsey Angela    | NED  | 51,90           |

#### Stabhochsprung
| Platz | Athlet                | Land | Weite (m)  |
| ----- | --------------------- | ---- | ---------- |
| 1     | Armand Duplantis      | SWE  | 6,01 WL MR |
| 2     | Ben Broeders          | BEL  | 5,73 SB    |
| 3     | Sam Kendricks         | USA  | 5,53       |
| 4     | Pål Haugen Lillefosse | NOR  | 5,53       |
| 5     | Raphael Holzdeppe     | GER  | 5,33       |
|       | Sondre Guttormsen     | NOR  | NM         |

#### Weitsprung
| Platz | Athlet           | Land | Weite (m) |
| ----- | ---------------- | ---- | --------- |
| 1     | Ruswahl Samaai   | RSA  | 8,09 SB   |
| 2     | Thobias Montler  | SWE  | 8,13      |
| 3     | Kristian Pulli   | FIN  | 8,02      |
| 4     | Filippo Randazzo | ITA  | 7,87      |
| 5     | Marko Čeko       | CRO  | 7,84      |
| 6     | Andreas Carlsson | SWE  | 7,79 SB   |
| 7     | Ingar Kiplesund  | NOR  | 7,68 =SB  |
| 8     | Antonino Trio    | ITA  | 7,64      |

#### Diskuswurf
| Platz | Athlet                   | Land | Weite (m) |
| ----- | ------------------------ | ---- | --------- |
| 1     | Daniel Ståhl             | SWE  | 69,17     |
| 2     | Simon Pettersson         | SWE  | 67,72 PB  |
| 3     | Andrius Gudžius          | LTU  | 66,80     |
| 4     | Kristjan Čeh             | SLO  | 65,73     |
| 5     | Robert Urbanek           | POL  | 64,72     |
| 6     | Ola Stunes Isene         | NOR  | 62,39     |
| 7     | Alin Alexandru Firfirică | ROU  | 61,14     |

### Frauen

#### 100 m
| Platz | Athletin              | Land | Zeit (s) |
| ----- | --------------------- | ---- | -------- |
| 1     | Ajla Del Ponte        | SUI  | 11,20    |
| 2     | Marije van Hunenstijn | NED  | 11,28 SB |
| 3     | Marie-Josée Ta Lou    | CIV  | 11,32 SB |
| 4     | Rebekka Haase         | GER  | 11,32    |
| 5     | Gina Lückenkemper     | GER  | 11,33    |
| 6     | Carolle Zahi          | FRA  | 11,34    |
| 7     | Iwet Lalowa-Collio    | BUL  | 11,49    |
| 8     | Fatou Sowe            | GAM  | 11,53 PB |

Wind: +1,3 m/s

#### 400 m
| Platz | Athletin          | Land | Zeit (s) |
| ----- | ----------------- | ---- | -------- |
| 1     | Wadeline Jonathas | USA  | 51,94    |
| 2     | Laviai Nielsen    | GBR  | 52,16 SB |
| 3     | Lieke Klaver      | NED  | 52,35    |
| 4     | Jessie Knight     | GBR  | 52,42 PB |
| 5     | Lada Vondrová     | CZE  | 52,44    |
| 6     | Barbora Malíková  | CZE  | 53,13    |
| 7     | Moa Hjelmer       | SWE  | 53,79    |
| 8     | Sandra Knezevic   | SWE  | 55,24    |

#### 800 m
| Platz | Athletin                    | Land | Zeit (min) |
| ----- | --------------------------- | ---- | ---------- |
| 1     | Jemma Reekie                | GBR  | 1:59,68    |
| 2     | Raevyn Rogers               | USA  | 2:01,02 SB |
| 3     | Hedda Hynne                 | NOR  | 2:01,44    |
| 4     | Christina Hering            | GER  | 2:02,13    |
| 5     | Alexandra Bell              | GBR  | 2:02,25    |
| 6     | Selina Büchel               | SUI  | 2:02,38    |
| 7     | Rénelle Lamote              | FRA  | 2:02,53    |
| 8     | Lovisa Lindh                | SWE  | 2:04,98    |
|       | Noélie Yarigo (Pacemakerin) | BEN  | DNF        |

#### 1500 m
| Platz | Athletin                      | Land | Zeit (min) |
| ----- | ----------------------------- | ---- | ---------- |
| 1     | Laura Muir                    | GBR  | 3:57,86 WL |
| 2     | Laura Weightman               | GBR  | 4:01,62 SB |
| 3     | Melissa Courtney-Bryant       | GBR  | 4:01,81 PB |
| 4     | Winny Chebet                  | KEN  | 4:02,58 SB |
| 5     | Jessica Hull                  | AUS  | 4:02,65 SB |
| 6     | Shannon Rowbury               | USA  | 4:03,04 SB |
| 7     | Esther Guerrero               | ESP  | 4:03,13 PB |
| 8     | Eilish McColgan               | GBR  | 4:03,74 SB |
| 9     | Hanna Hermansson              | SWE  | 4:09,51 SB |
| 10    | Linn Söderholm                | SWE  | 4:10,27 PB |
| 11    | Hellen Obiri                  | KEN  | 4:10,53 SB |
| 12    | Ciara Mageean                 | IRL  | 4:10,99 SB |
|       | Aneta Lemiesz (Pacemakerin)   | POL  | DNF        |
|       | Katharina Trost (Pacemakerin) | GER  | DNF        |

#### 100 m Hürden
| Platz | Athletin                  | Land | Zeit (s)  |
| ----- | ------------------------- | ---- | --------- |
| 1     | Luminosa Bogliolo         | ITA  | 12,88     |
| 2     | Lotta Harala              | FIN  | 13,07 =PB |
| 3     | Mette Graversgaard        | DEN  | 13,13 NR  |
| 4     | Julia Wennersten          | SWE  | 13,72     |
| 5     | Lovisa Karlsson           | SWE  | 13,76     |
| 6     | Katarina Johnson-Thompson | GBR  | 13,94     |
| 7     | Mari Klaup-McColl         | EST  | 13,98     |
| 8     | Malin Skogström           | SWE  | 14,32 SB  |

Wind: +1,4 m/s

#### 400 m Hürden
| Platz | Athletin            | Land | Zeit (s) |
| ----- | ------------------- | ---- | -------- |
| 1     | Femke Bol           | NED  | 54,68    |
| 2     | Hanna Ryschykowa    | UKR  | 55,19 SB |
| 3     | Amalie Iuel         | NOR  | 55,92 SB |
| 4     | Sara Slott Petersen | DEN  | 56,30 SB |
| 5     | Sage Watson         | CAN  | 56,31    |
| 6     | Léa Sprunger        | SUI  | 56,40    |
| 7     | Zuzana Hejnová      | CZE  | 56,75    |
| 8     | Hanna Palmqvist     | SWE  | 58,56    |

#### Hochsprung
| Platz | Athletin              | Land | Höhe (m) |
| ----- | --------------------- | ---- | -------- |
| 1     | Jaroslawa Mahutschich | UKR  | 2,00 WL  |
| 2     | Julija Lewtschenko    | UKR  | 1,98     |
| 3     | Nicola McDermott      | AUS  | 1,93     |
| 4     | Erika Kinsey          | SWE  | 1,93     |
| 5     | Mirela Demirewa       | BUL  | 1,90 SB  |
| 6     | Levern Spencer        | LCA  | 1,87     |
| 7     | Sofie Skoog           | SWE  | 1,84     |
| 8     | Bianca Salming        | SWE  | 1,80     |

#### Stabhochsprung
| Platz | Athletin               | Land | Höhe (m) |
| ----- | ---------------------- | ---- | -------- |
| 1     | Holly Bradshaw         | GBR  | 4,69     |
| 2     | Angelica Bengtsson     | SWE  | 4,62     |
| 3     | Michaela Meijer        | SWE  | 4,52     |
| 3     | Tina Šutej             | SLO  | 4,52     |
| 5     | Lisa Gunnarsson        | SWE  | 4,42     |
| 6     | Nikoleta Kyriakopoulou | GRE  | 4,32     |

#### Weitsprung
| Platz | Athletin                  | Land | Weite (m) |
| ----- | ------------------------- | ---- | --------- |
| 1     | Maryna Bech-Romantschuk   | UKR  | 6,85 SB   |
| 2     | Caterine Ibargüen         | COL  | 6,61 SB   |
| 3     | Khaddi Sagnia             | SWE  | 6,83 PB   |
| 4     | Alina Rotaru              | ROU  | 6,59      |
| 5     | Abigail Irozuru           | GBR  | 6,57 SB   |
| 6     | Katarina Johnson-Thompson | GBR  | 6,52 SB   |
| 7     | Tilde Johansson           | SWE  | 6,52 SB   |
| 8     | Erica Jarder              | SWE  | 6,33      |
| 9     | Shara Proctor             | GBR  | 6,14 SB   |

### Abkürzungen
- AR = Kontinentalrekord (engl. Area Record)
- NR = nationaler Rekord
- MR = Meeting-Rekord
- DLR = Diamond-League-Rekord
- WL = Weltjahresbestleistung (engl. World Lead)
- PB = persönliche Bestleistung
- SB = Saisonbestleistung
- DNF = Wettkampf nicht beendet (engl. Did Not Finish)